# 猎羊巨蜥
猎羊巨蜥（Varanus amnhophilis），是一种已绝种的巨蜥，生存于中新世（约760-690万年前）的希腊，在2012年获得命名，分类学上属于巨蜥属。目前有关猎羊巨蜥存在的证据只有该物种头盖骨和一些椎骨的化石。目前的研究推定猎羊巨蜥的身长大约在60-80厘米之间，属巨蜥科体型较小的成员。